# Manilkara dawei
Manilkara dawei là một loài thực vật có hoa trong họ Hồng xiêm. Loài này được (Stapf) Chiov. mô tả khoa học đầu tiên năm 1940.